# Paul Bülow
Paul Bülow (* 1842 in Berlin; † 24. April 1889 ebenda) war ein deutscher Porträtmaler sowie Illustrator. Als königlich-preußischer Hofmaler unter Wilhelm I. und Wilhelm II. schuf er zahlreiche offizielle Herrscherporträts sowie Bildnisse von weiteren Persönlichkeiten am preußischen Hofe.

## Leben

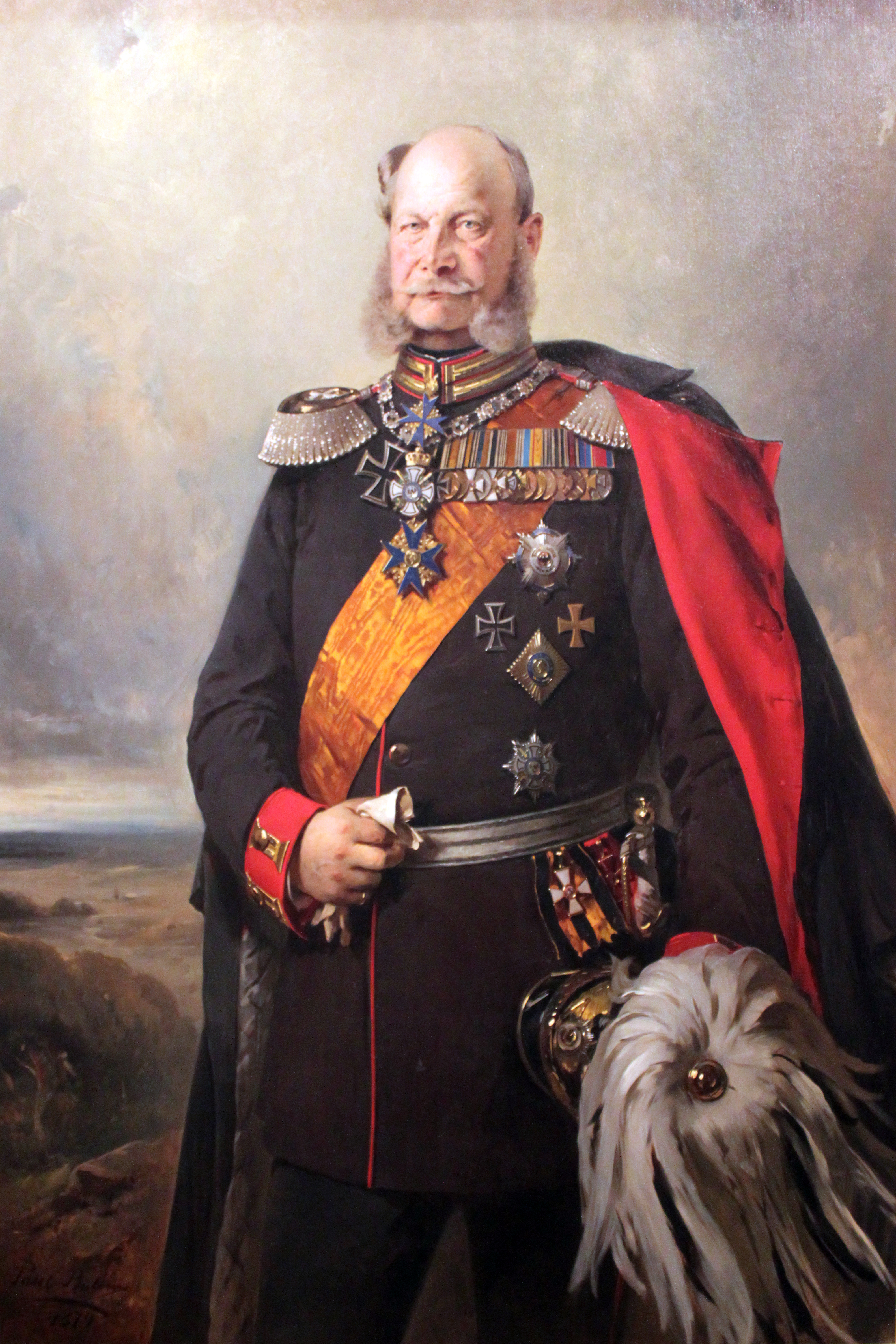
Kaiser Wilhelm I. in der Paradeuniform eines Generalfeldmarschalls des 1. Garderegiments zu Fuß, 1879, Stiftung Deutsches Historisches Museum, Berlin

Paul Bülow war ein Sohn des königlich-preußischen Hofgemälderestaurators Wilhelm Bülow. Als solcher hatte sein Vater Wohnung und Atelier im Berliner Schloss. Dort lebte auch er, später in der Lützowstraße 31, während er das Atelier im Schloss beibehielt. Eine erste künstlerische Ausbildung dürfte er am väterlichen Arbeitsplatz erhalten haben. Für den Neuruppiner Buchdrucker und Verleger Gustav Kühn schuf der Vater neben seiner Malerei auch Vorlagen für die Herstellung der berühmten Neuruppiner Bilderbogen. In dieses Geschäft wuchs der Sohn herein, der bis um 1870 Vorlagen für „Berliner Bilderbogen“ herstellte.
Bülows Haupttätigkeit bestand als königlich-preußischer Hofmaler jedoch darin, Porträts des preußischen Königs und dessen Familie zu schaffen. Neben offiziellen Herrscherporträts, die der Idealisierung der Hohenzollern dienten und in großer Zahl kopiert sowie nachgeahmt wurden, gelang es ihm 1883 in dem Gemälde Wilhelm I. in seinem Arbeitszimmer, den preußischen König und deutschen Kaiser mit Lesebrille und Manuskript in einer Pose abzubilden, als habe sich der alte Mann nur für den Betrachter soeben vom Arbeitstisch erhoben. Bei dessen Enkel Wilhelm II., den Bülow ab Herbst 1886 in der Malerei unterrichtete, glückten ihm derartige künstlerische Annäherungen nicht.
Ab 1866 stellte Bülow in Berliner Akademie-Ausstellungen aus. Er galt als führender Bildnismaler Berlins. Der Kunsthistoriker Adolf Rosenberg zählte ihn 1879 neben Gottlieb Biermann, Fritz Hummel und Paul Spangenberg sowie vor Julius Grün, Adolf Jebens, Otto Knigge, Anton Weber und Theodor Ziegler zu den besten Porträtisten der Berliner Malerschule. Rosenberg erwähnte, dass Bülow wie Spangenberg auch das Damenbildnis kultivierte, wobei sie „nach tieferer, seelischer Auffassung und feiner Charakteristik“ strebten.